# Wuling Xingguang S
Wuling Xingguang S – hybrydowy i elektryczny samochód osobowy typu SUV klasy średniej produkowany pod chińską marką Wuling od 2024 roku.

## Historia i opis pojazdu

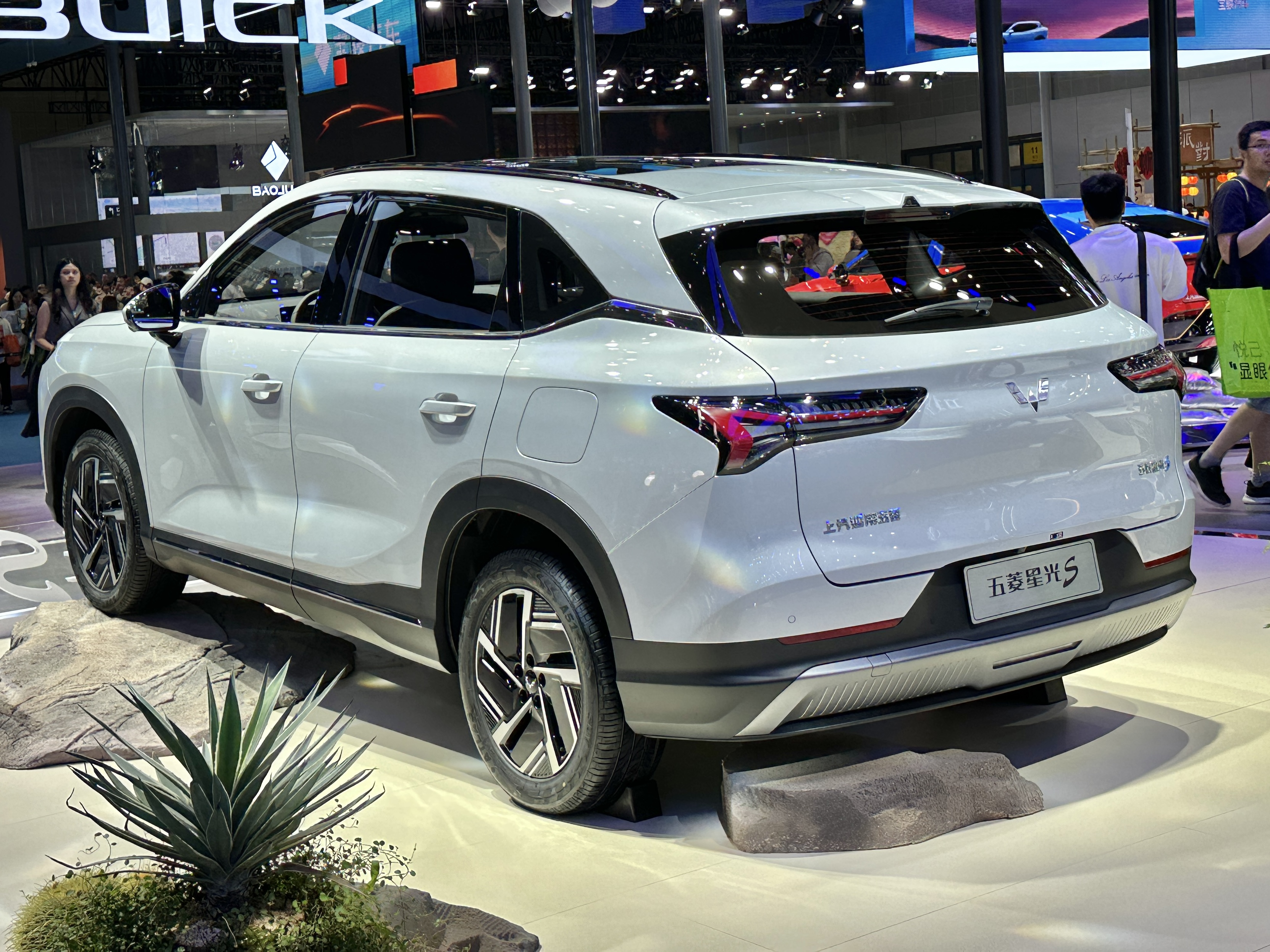
Wuling Xingguang S - tył

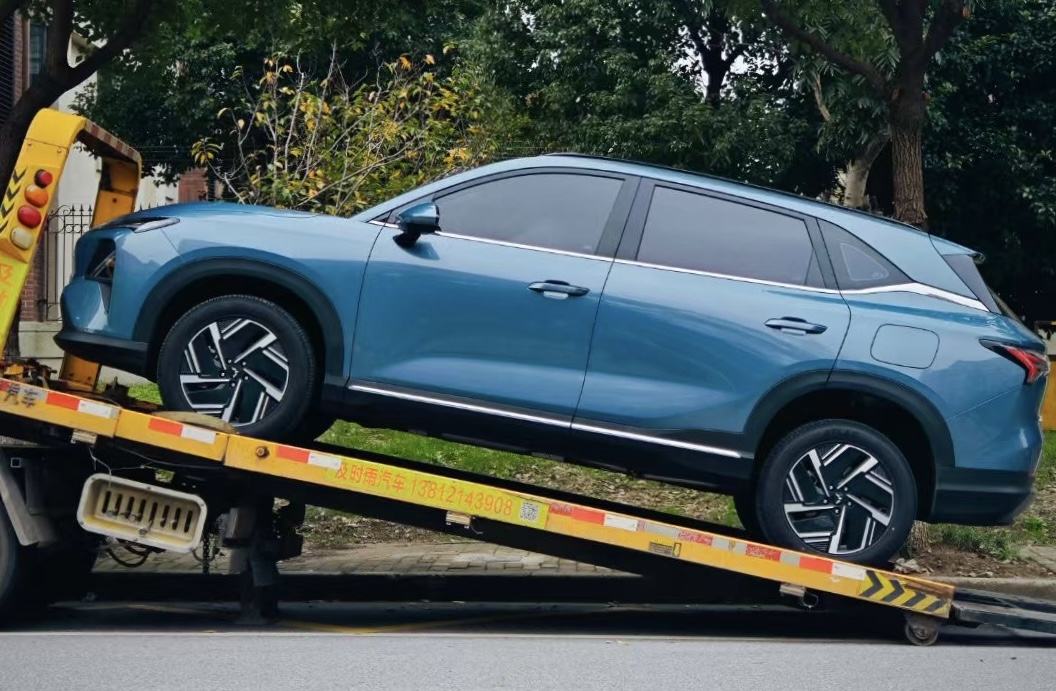
Wuling Xingguang S - sylwetka

W czerwcu 2024 przedstawiony został kolejny model poszerzający dotychczasową gamę SUV-ów marki Wuling. Xingguang S powstał jako większa, bardziej rodzinna alternatywa dla przedstawionego przed rokiem sedana Xingguang, współdzieląc z nim modułówą platformę Tianyu koncernu SMGW. Samochód przedstawił także nowy język stylistyczny chińskiej firmy, z charakterystycznym smukłym przodem i rozbudowanym oświetleniem LED z motywem cyfry "7".
Kabina pasażerska utrzymana została w stonowanej, dwubarwnej tonacji z dwuramienną kierownicą oraz znajdującymi się nad nią cyfrowymi zegarami. Wysoko zabudowany tunel poprowadzono w kierunku centralnego ekranu systemu multimedialnego o przekątnej 15,6 cala, pod którym znalazły się nawiewy oraz panel z podstawowymi przełącznikami.

### Xingguang S EV
Poza odmianą hybrydową, Wuling przewidział także wersję w pełni elektryczną uzupełniającą ofertę w drugiej kolejności. Samochód napędził 201-konny silnik elektryczny, a także akumulator typu LFP o nieokreślonej jeszcze charakterystyce. W przeciwieństwie do modelu Xingguang, elektryczny Xingguang S nie otrzymał różnic wizualnych i zachował taki sam wyglad pasa przedniego.

### Sprzedaż
Xingguang S powstał głównie z myślą o rodzimym rynku chińskim, uzupełniając gamę SUV-ów Wulinga jako duży, średniej wielkości model. Dystrybucja i oficjalna sprzedaż rozpoczełą się krótko po czerwcowej premierze, w sierpniu 2024 roku. W kwietniu 2025 roku samochód trafił do sprzedaży także na rynki eksportowe pod nazwą Chevrolet Captiva EV, wyróżniając się przeprojektowanym przednim zderzakiem i wzbogacając ofertę Chevroleta także w Ameryce Łacińskiej.

### Dane techniczne
Wuling Xingguang S został wyposażony w hybrydowy układ napędowy typu plug-in, który utworzył wolnossący silnik benzynowy o mocy 104 KM, a także bateria umożliwiająca doładowywanie i poruszanie się w trybie w pełni elektrycznym. Większy akumulator o pojemności 9,5 kWh ma pozwalać na przejechanie do 43 kilometrów na jednym ładowaniu, a większy 20,5 kWh do ma zapewniać do 90 kilometrów elektrycznego zasięgu.